# Ithaque
Pour les articles homonymes, voir Ithaque (homonymie).
Ithaque (en grec : Ιθάκη / Itháki ou Θιάκη / Thiáki pour ses habitants ; en grec ancien : Ἰθάκη / Ithákê ou Φεάκη / Pheákê) est une île de la mer Ionienne, à l'ouest de la Grèce continentale et au nord-est de l'île de Céphalonie. Elle fait partie de l’archipel des îles Ioniennes et compte près de 3 200 habitants pour une superficie de 96 km2. Son chef-lieu est Vathy.
Depuis janvier 2011, et le programme Kallikratis, elle forme la partie principale du district régional d'Ithaque, au sein de la périphérie des Îles Ioniennes. Auparavant, elle constituait avec l’île de Céphalonie, le nome de Céphalonie dont elle formait une municipalité à part entière. Ithaque est séparée de Céphalonie par un chenal large de 2 à 4 km.

## Étymologie
Son nom provient peut-être du phénicien Utica signifiant « colonie ». On retrouve ce mot pour désigner une colonie phénicienne voisine de Carthage.
Nommée Ithaca à l’époque romano-byzantine, l’île apparaît durant le Moyen Âge (période vénitienne) sous les noms de Itacha, Thiaki, Dulichia ou Val di Compare. À partir des années 1830, les lettrés de l’île utilisent de préférence Ithaki, tandis que pêcheurs et marins continuent à utiliser le nom de Thiaki,.
Le nom peut provenir également du mythe d'Ulysse et de la signification symbolique du parcours initiatique du héros qui cherche à retourner sur son île natale. Ithaque provient de la racine *Ιθ / Ith qui évoque un rapport direct et naturel, la droiture, la franchise et une forme de noblesse. Ainsi Ιθαγενής, Ithagenês, signifie « dont la naissance est droite, franche, légitime, formé naturellement, né dans le pays même ».

## Géographie
Hormis les golfes de Brostaètou et de Skinou desservant le port de Vathy, la côte orientale d’Ithaque présente des falaises assez abruptes et rudes alors que la côte occidentale, face à Céphalonie, est plus basse et verte. L'île semble être constituée de deux presqu’îles reliées entre elles par l’isthme de Pissaetou. L’intérieur d’Ithaque est montagneux : le mont Niritas (784 m) au centre, le mont Stefano (648 m) au sud et le mont Roussano (520 m) au nord. Il y pousse des pins et des cyprès. Outre la bourgade portuaire de Vathy (1700 hab.), capitale de l’île, la principale agglomération est Feakia-Stavros, dans le nord (1000 hab.).

## Du mythe à la réalité

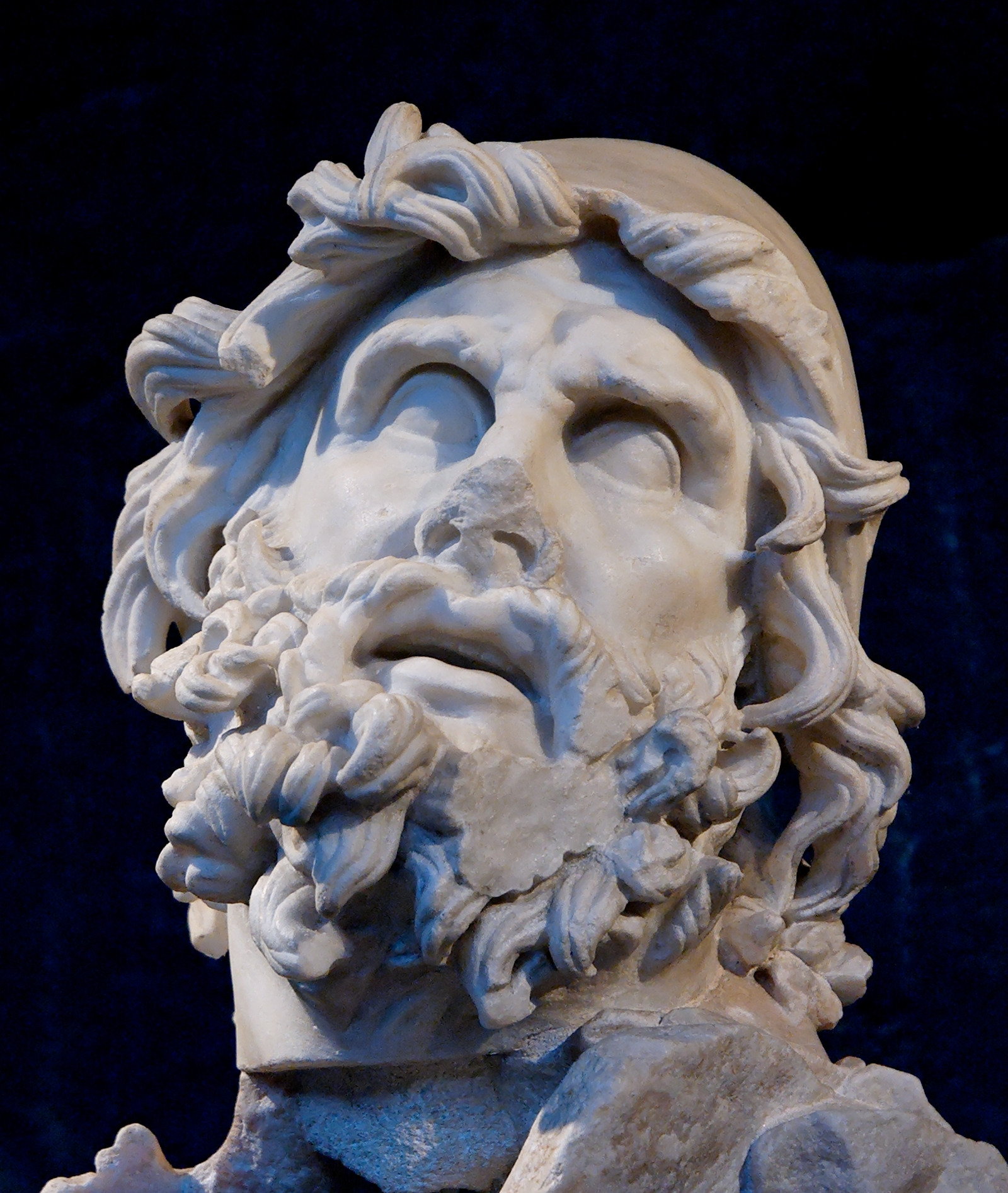
Tête d’Ulysse : sculpture grecque du IIe siècle avant notre ère, trouvée dans la Villa de Tibère à Sperlonga. Ulysse est la principale figure historique de l’île.

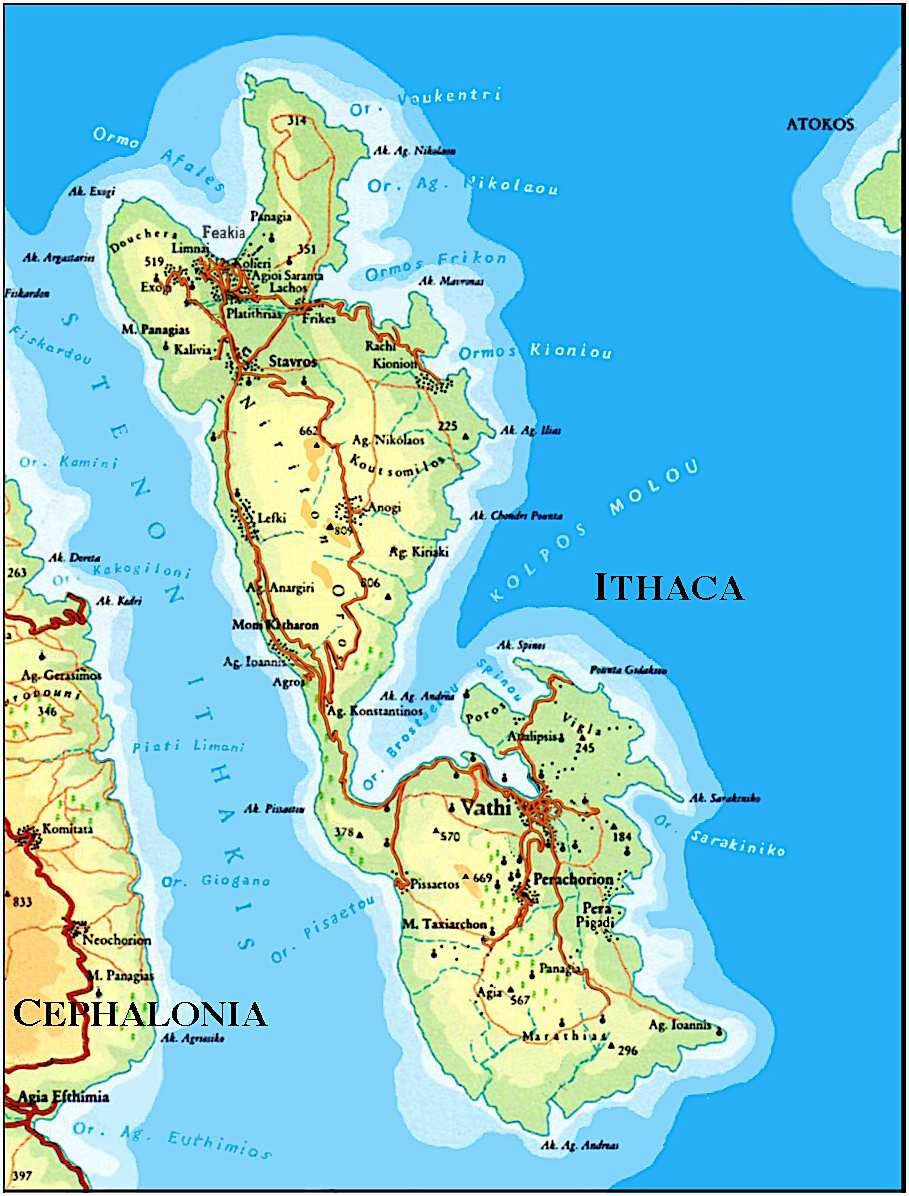
Carte topographique de l'île, avec les lieux explorés par Victor Bérard, Jean Cuisenier et Tim Severin.

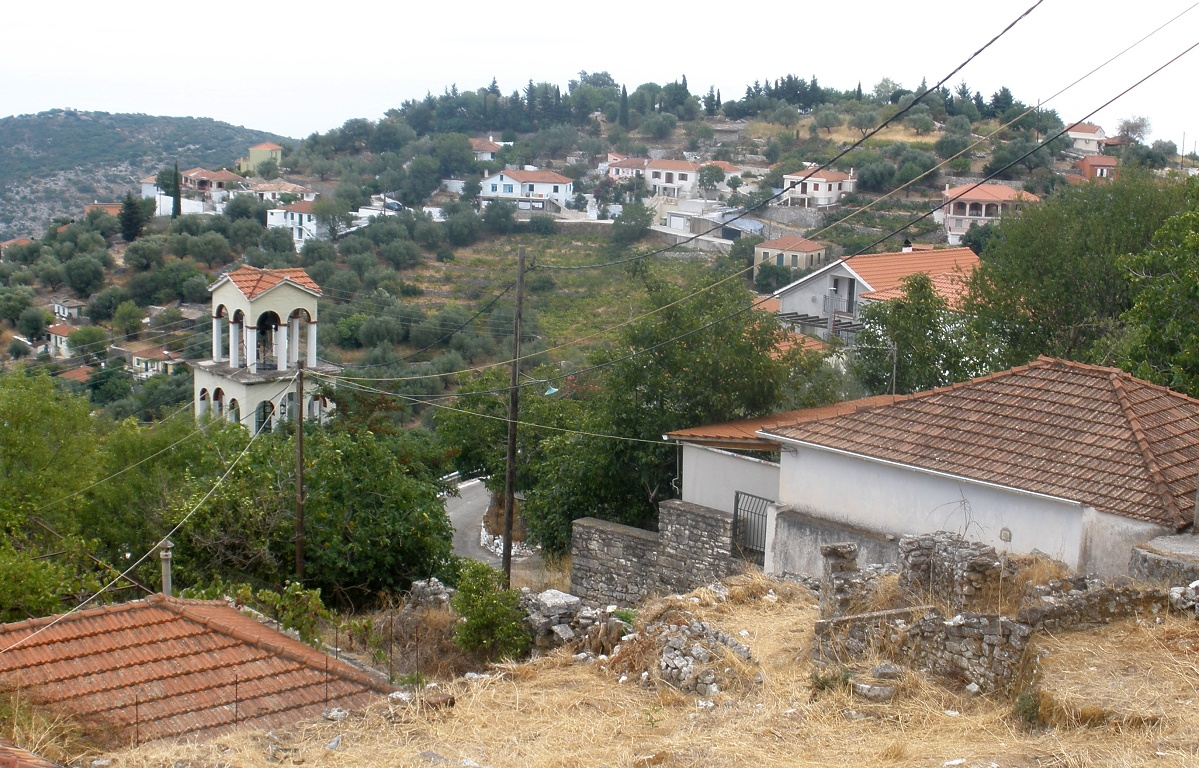
Le village perché de Perachóri, au sud de Vathy.

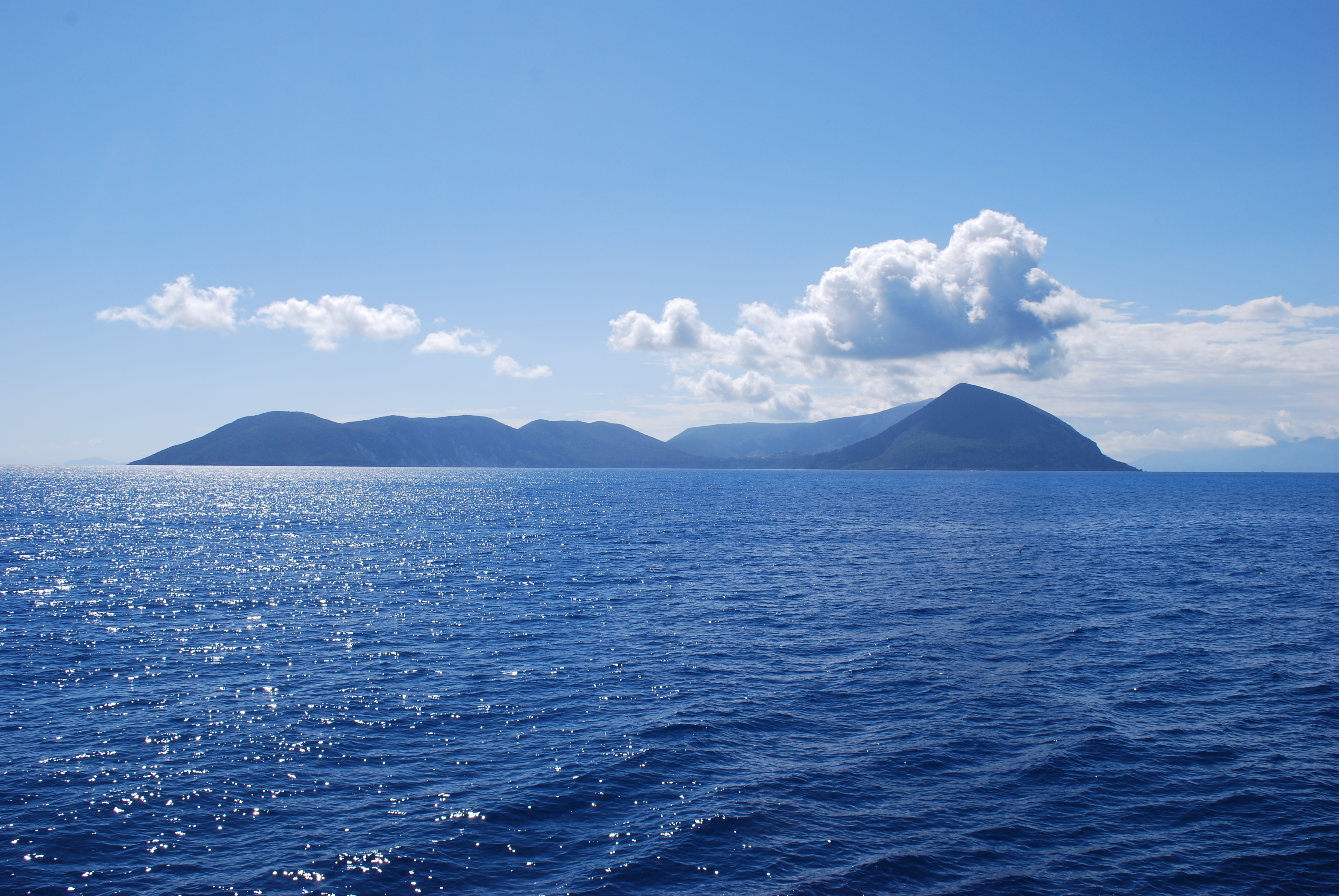
Le nord d'Ithaque, vu du large, vers le golfe d’Aphale et la vallée Féakia (village de Kolieris-Platythrias).

D’après Homère, le roi d’Ithaque, Ulysse, retrouva son île après avoir longuement erré en mer, subissant de multiples épreuves. C’est à Ithaque que sa femme Pénélope l’aurait attendu malgré d’insistants prétendants, tel Antinoos. L’étude des interpolations de textes d’époques et de styles différents semble montrer que l’Odyssée constituait à l’origine un parcours initiatique symbolique, transformé par Homère en un récit de voyage géographique inspiré par les mythes des navigateurs antiques reliant les Pélasges, les peuples de la mer, les Phéniciens et l’Asie mineure.
À part Troie et la Sicile, la localisation géographique de la plupart des lieux cités dans l’Odyssée fait l’objet de conjectures. La localisation de l’Ithaque décrite par Homère a été elle-même sujet à débats : certains auteurs ont identifié Ithaque avec l’actuelle Céphalonie ; l’Ithaque actuelle pourrait alors être la « Phéacie » homérique (souvent identifiée avec l’actuelle Corfou). Dans ce cas, le nom populaire de Thiaki pourrait venir de Φεάκια (Pheákia) : il ne serait alors pas une déformation d’Ιθάκη—Ithaque, mais le nom originel de l’île.
En 1999-2000, l’ethnologue et navigateur Jean Cuisenier, a refait, au terme de longues recherches et de nombreuses navigations en Méditerranée, tout le périple d’Ulysse : il a acquis la certitude que plusieurs ports et mouillages de l’Ithaque homérique correspondaient « exactement » à des ports et mouillages de l’Ithaque moderne, en accord, la plupart du temps, avec les conclusions de l’helléniste Victor Bérard, passé en ces lieux un siècle avant lui. Il dresse ainsi la liste de ces localisations :
- le port de Phorkys, Φόρκυνος λιμήν (Odyssée, XIII, 96-104) = Dexia, port de Vathy ;
- le port de la Ravine ou Rheitron, Ῥεῖθρον λιμήν (Odyssée, I, 186) = Frikès / Kioni ;
- le port sous le palais d'Ulysse (Odyssée, IV, 778-786) = Port Polis (ou Ormos Sarakinikou) ;
- les ports jumeaux (Odyssée, IV, 842-847) = Fiskardo, dans le nord-est de Céphalonie ;
- l'îlot Astéris (Odyssée, IV, 846) = l’îlot Daskalio, dans le nord-est de Céphalonie ;
- le mouillage sous la source Aréthuse (Odyssée, XIII, 408-409) = l'anse de Péra Pigadi (sud-est d'Ithaque).

Si ces localisations sont exactes, les « Phéaciens » d’Homère (Φεάκοι-Feákoi) ne seraient pas pour autant les habitants de l’actuelle Corfou, mais peut-être ceux du nord d’Ithaque, autour de l’actuelle Platythrias, dont le port se nomme Feákia.
Se basant sur l’inclinaison de l’axe de la Terre à l’époque où Homère place l’Odyssée, les astronomes ont calculé que la date du « retour d’Ulysse à Ithaque » serait 1178 avant notre ère, mais cela ne démontre pas l’existence d’Ulysse ni l’historicité de l’Odyssée,.

## Histoire

### Préhistoire
Des traces archéologiques remontant au IVe millénaire av. J.-C. ont été relevées au nord de l’île, mais le premier habitat attesté ne date que des environs de 1500 avant notre ère.

### Antiquité
Près du hameau de Pelikata, commune de Perachorion, une nécropole de l’Helladique moyen et du Mycénien a été découverte, ainsi que des murs cyclopéens. D’autres sites archéologiques ont livré de la poterie mycénienne et des objets du Géométrique (trépieds votifs). Strabon considère que le royaume d’Ulysse comprenait Ithaque et l’archipel des Taphos au nord-est de l’île. Neutre durant les guerres médiques, l’île est occupée par les Romains en l’an 121 avant notre ère. Elle est christianisée au IVe siècle, fait d’abord partie de l’Epirus vetus romaine puis du thème byzantin de Céphalonie.

### Moyen Âge
Attaquée à plusieurs reprises par les Arabes et les Normands du VIIIe siècle au XIe siècle, Ithaque se dépeuple, il n’y reste que quelques bergers et pêcheurs de passage. En 1185, lorsque les Normands de Sicile envahissent la Grèce, leur amiral, Marguery de Brindisi s’empare des îles voisines, Céphalonie et Zante. Le titre qu’il adopte alors ne mentionne pas Ithaque,.
En 1204, à la suite de la quatrième croisade, le partage de l'Empire byzantin accorde à la république de Venise les îles de Corfou, Leucade, Céphalonie et Zante, sans mentionner Ithaque, probablement parce qu’elle était dépeuplée et considérée comme un simple pâturage des Céphaloniens.
En 1209, Matteo Orsini est « comte palatin de Céphalonie » pour le compte de Venise. De 1204 au XIVe siècle, Ithaque reste dans l’orbite des Angevins de Naples ; en 1264, un des successeurs de Matteo, Ricardo Orsini, était « seigneur de Céphalonie, Zante et Ithaque ». En 1324, lorsque Jean de Gravina s’empare, pour les Angevins, de la principauté d'Achaïe, il conquiert aussi le comté palatin de Céphalonie et Zante sur les Orsini vénitiens. En 1357, Robert de Tarente donne le comté en fief à Léonardo Tocco, du Bénévent. Celui-ci ajoute Ithaque à sa titulature. Le comté profita de la protection de Venise pour sa partie maritime, même si les territoires conquis en Épire ne purent être conservés. Du XIVe siècle à 1797, Ithaque fait partie, avec les autres îles ioniennes, du Stato da Màr de la république de Venise
Il semblerait qu’un raid ottoman en 1479 ait trouvé Ithaque déserte. Ce n’est qu’à partir de 1504 que l’île se repeuple, les Vénitiens ayant attiré des Grecs du continent qui fuyaient la domination turque, et des citoyens de la Sérénissime par des exemptions de taxe et des facilités d’acquisition de terres. La population augmente petit à petit pour atteindre 12 000 habitants dans les années 1790. Venise fortifia les hauteurs de Vathy.

### Époque contemporaine
À la fin du XVIIIe siècle, disputée entre Français, Autrichiens, Russes et Britanniques durant les guerres napoléoniennes, Ithaque échoit au Royaume-Uni en 1809 : elle fait partie de la République heptanèse (ou république des Îles Ioniennes) sous protectorat britannique jusqu'en 1864, lorsqu’elle rejoint la Grèce avec les autres îles Ioniennes.
Occupée par une poignée d’Italiens en mai 1941, l’île est évacuée par ceux-ci en octobre 1943 ; des marins allemands les remplacent. La population résiste ou s’enfuit, les Britanniques débarquent en octobre 1944, en même temps que l’ELAS qui leur fait la guerre. Une trêve intervient rapidement, la population revient, et Ithaque est épargnée par la guerre civile grecque. L’île a subi un violent séisme en 1953, qui a empêché l'équipe cinématographique de Mario Camerini de tourner dans l'île des scènes du film Ulysse.

## Économie
L’agriculture repose sur les oliviers et la vigne. En plus, les habitants pratiquent l’élevage ovin et la pêche. Le tourisme, peu développé, repose en partie sur la légende d’Ulysse, mais aussi sur la navigation de plaisance, attirée par la beauté naturelle et préservée des criques et des baies.

## Personnalités liées à Ithaque
- Ulysse, roi d’Ithaque, et la famille royale de l'île, sont les personnages principaux de l’Odyssée d’Homère. Pénélope, épouse d’Ulysse tient tête à ses prétendants, par la diplomatie et la ruse, jusqu’au retour de son mari. Leur fils, Télémaque, aide son père à vaincre les prétendants. À son retour, Ulysse retrouve aussi son vieux père, Laërte, et son chien, Argos.
- Odysséas Androútsos, un des chefs des nationalistes grecs durant la guerre d'indépendance grecque.
- Ioánnis Metaxás, premier ministre et dictateur grec.

## Autres
- Téthys, un des satellites de Saturne, comporte dans son relief une faille qui a été nommée Ithaca Chasma en hommage à Ithaque.